# طائرة الوطواط

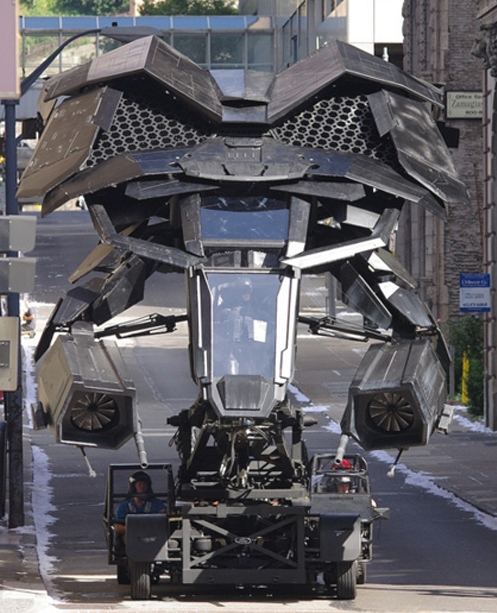
"الوطواط" في نهوض فارس الظلام في يونيو 2011

طائرة الوطواط (Batplane)، جناح الوطواط (Batwing)، نفاثة الوطواط (Batjet)، مروحية الوطواط (Batgyro)، هي طائرة خيالية تابعة للبطل الخارق الخاص بدي سي كوميكس باتمان. الظهور الأول للطائرة كان في «باتمان ضد مصاصي الدماء»، والتي تم نشرها في ديتيكتيف كوميكس 31 في عام 1939، حيث يسافر باتمان إلى أوربا القارية. تمت الأشارة اليها في هذا العدد باسم مروحية الوطواط، ووفقاً لليس دانيالز فإنها «مستوحاة من أول طائرة مروحية ناجحة لإيغور سيكورسكي» من نفس العام. مبنية على الأوتوجايرو أومروحية، وأعطى الكاتب لمروحية الوطواط القدرة على التوقف في الهواء، والحوم في مكانها للحفاظ على موقعها وتسمح لباتمان بالعودة.
سرعان ماتم أستبدال مروحية الوطواط بطائرة الوطواط، والتي ظهرت لأول مرة في باتمان #1، وتميزت في البداية بمدفع رشاش. وبنيت المركبة على أساس طائرة ثابتة الجناحين بدلاً من المروحية، مزودة بمروحة في الجبهة. خضعت طائرة الوطواط بتعديلات مستمرة منذ ظهورها الأول، وأعطيت القدرة على الغطس تحت الماء.

## الخلفية
طائرة الوطواط I: وصاروخ-الوطواط الخيار الأمثل لباتمان عندما يتعلق الأمر بالديناميكا هوائية.
طائرة الوطواط II: كانت عبارة عن إعادة تجهيز لمقاتلة الشبح W4 التابعة لواين للفضاء والتي تمزج الأسلوب مع المادة. من حيث التصميم، تشترك في السمات مع غرومان F9F طراز كوغار وماكدونيل F-101 فودو.

### المواصفات الفنية
مواصفات الطائرة هي:
الطول: 14.5 قدم.
العرض: 57.7 قدم.
الجناح: 47.6 قدم - الأجنحة محمية بنظام هواء دافع مضاد للتجمد.
ارتفاع السقف: 60,000 قدم.
السرعة القصوى: 4400 ميل في الساعة
المدى: 2486 ن م
مسافة الإقلاع: 5230 قدم.
مسافة الهبوط: 2,984 قدم.
الحمولة: 2670 رطل
وقت التزود بالوقود: 7.8 دقائق

### عملية الإنتاج
أعتبر ناثان كراولي تصميم الوطواط كما لو كان مشروعاً عسكرياً بالفعل، مشدداً على ضرورة أن «تنسجم مع العائلة»، كسيارة الوطواط ودراجة الوطواط. أخذت النسخة النهائية من الوطواط تصميمها من هارير جامب جيت وفي-22 أوسبري وإيه إتش-64 أباتشي.
ومن أجل جعل الوطواط «تطير»، تم ربطها بعدة أسلاك، وعلقت بواسطة الرافعات والمروحيات، وحُملت على سيارة بنيت لهذا الغرض مع تحكم هيدروليكي لمحاكاة حركة.

## وصلات خارجية
- Action Figure Insider :: View topic - Which Batplane is the best?
- Batman: Collected Issues of the Dark Knight - Batman #203
- Batman: Yesterday, Today, & Beyond
- History of the Batplane
- A History of Other Batplanes - The Elseworlds